# 아즈미 준
아즈미 준(일본어: 安住 淳, 1962년 1월 17일 ~ )은 일본의 정치인으로 입헌민주당 소속 중의원 의원 (8선)이며 현재 입헌민주당 국회대책위원장을 맡고 있다. 아버지는 오시카 정장을 지낸 아즈미 시게히코 (安住重彦)이다.
제15대 일본 재무대신, 제11대 정부 세제조사회 회장, 중의원 안전보장위원회장, 민주당 선거대책위원장, 방위차관 (간 1차개조내각), 제15대 민주당 국회대책위원장 (제15대), 제2대 민주당 간사장 권한대행, 민주당 미야기현 연대표, 초대 민진당 국회대책위원장, 제2대 민진당 대표 권한대행 등을 역임했다.

## 생애

### 젊은 시절
1962년 1월 17일 미야기현 오시카군 오시카 정 (지금의 이시노마키시)에서 태어났다. 미야기현 이시노마키 고등학교를 졸업한 뒤 재수해서 와세다 대학 사회과학부에 들어가 졸업하였다. 와세다 재학시절에는 웅변회에 소속되어 있었다. 졸업 후에는 일본방송협회에 기자로 취직하였다. 정치부 기자로서 자유민주당 담당에 소노다 히로유키 관방차관의 전담기자로 활동하기도 하였다. 당시 NHK에는 가게야마 히데오가 상사로 있었는데, 아즈미가 정계에 입문하게 되자 "용케 대단한 세계에 들어가게 되었구나"라며 다독였다는 이야기가 있다. 1993년에는 NHK에 사직서를 냈다.
같은해 제40회 일본 중의원 의원 총선거에서 일본신당과 신당 사키가케의 공천으로 미야기현 제2구에 무소속 후보로 출마하였으나 낙선하였다. 그 후 신당 사키가케에 입당하지만 1996년에 탈당하고, 사키가케의 간부였던 하토야마 유키오와 간 나오토의 주도로 탄생한 민주당에 참여하게 된다.

### 정계 입문
1996년 제41회 일본 중의원 의원 총선거에서 미야기현 제5구에 민주당 후보로 출마해 처음 당선되었다. 미야기현 제5구는 옛 미야기현 제2구의 일부로서 사회민주당에서 민주당 창당에 기여한 제1차 하시모토 내각의 우정대신인 히노 이치로의 텃밭 선거구였으나, 이번 선거에서는 아즈미 후보가 제5구에, 히노 후보가 비례 도호쿠 블록에 출마해 둘 다 당선되었다. 2000년 제42회 일본 중의원 의원 총선거에서는 거꾸로 해서 아즈미가 비례대표로, 히노가 지역구 후보로 나설 예정이었으나, 선거를 앞두고 후보자 변동이 생기면서 지난 선거와 마찬가지로 각각 5구와 비례대표 후보로 출마하게 되었다.
2005년 제44회 일본 중의원 의원 총선거에서는 자민당이 대승을 거두었지만 아즈미 준 의원은 미야기 현에서는 유일하게 민주당 의석을 사수하였다 (다음 총선에서는 거꾸로 제6구의 오노데라 이쓰노리를 제외하고 모든 의석을 민주당이 독점). 선거 참패에 따라 오카다 가쓰야 대표가 책임지고 물러난 데 이어, 후임 마에하라 세이지 대표 체제에서 아즈미는 민주당 선거대책위원장을 맡게 된다. 2008년 오사카 부지사 선거에서는 가솔린 가격인하대 소속의원 36명을 이끌고 구마가이 사다토시 후보를 지원하였으나, 구마가이 후보는 하시모토 토오루에게 밀려 낙선한다.

### 하토야마·간 내각
2009년 제45회 일본 중의원 의원 총선거에서도 미야기현 제5구에 출마하여 5선 의원이 되었다. 총선 후 중의원 안전보장위원회 위원장에 취임하였다. 2010년 6월 하토야마 유키오 총리가 사임한 뒤 후임 간 나오토 총리 밑에서 민주당 선거대책위원장에 다시 올랐다.
제22회 일본 참의원 의원 통상선거에서는 민주당 간사장의 에다노 유키오와 함께 진두 지휘를 맡았지만, 간 총리의 소비세 증세를 둘러싼 발언 의혹 등으로 민주당은 참패를 당했다. 당내에서는 에다노 간사장과 아즈미 선거대책위원장의 책임론도 제기되었지만, 간 총리는 오는 민주당 대표 선거에서 재선될 때까지 두 사람을 연임시킨다는 방침을 내렸다. 9월 민주당 대표 선거에서 현직의 간 나오토의 지지를 표명한 이후 2010년 9월에 출범한 간 제1차 개조 내각에서는 기타자와 토시미 방위장관의 차관으로서 임명된다. 2011년 1월에는 제2차 개조 내각 출범에 따른 당 임원 인사로 민주당 국회대책위원회 위원장으로 취임하였다. 5월 12일에는 차기 임시국회에 인권옹호법안 제출을 목표로 삼겠다는 방침을 밝혔다.
간 내각의 동일본 대지진 대응에 대해 비난이 거세지자 "누가 총리가 되더라도 엄청나게 어려운 문제로, 간 씨가 다 나쁘다고 하는 것은 폭언이다"라며 방어에 나섰다. 간 나오토 총리의 재일 한인 불법 자금 의혹에 대해서도 "일본 이름으로 성금한다는 인식이 없었다. 부주의했다고 생각하지만, 고의가 아니기 때문에 걱정하지 않는다. 앞으로도 자세히 설명하면 된다"고 말하면서 간 내각 퇴진 요구를 견제하였다.
2011년 6월, 자유민주당과 공명당이 간 내각의 동일본 대지진 대응 등에 대하여 내각불신임안을 제출하였다. 민주당 집행부에 대한 당내 의원들이 동조하는 움직임을 보이자 "여당의 책임을 다하기 위해 큰 차이로 부결시키지 않으면 안 된다. 찬성자는 누구든 어떤 사람이든 제명이 될 것"이라고 말했다. 또 자민당의 아이사와 이치로 국회대책위원장에게는 7월 상순에 간 내각이 퇴진하고 민주당 대표선거를 치를 뜻을 전하면서, 공채발행 특례법안이 조속히 통과될 수 있도록 해달라고 이해를 구했다.

### 노다 내각

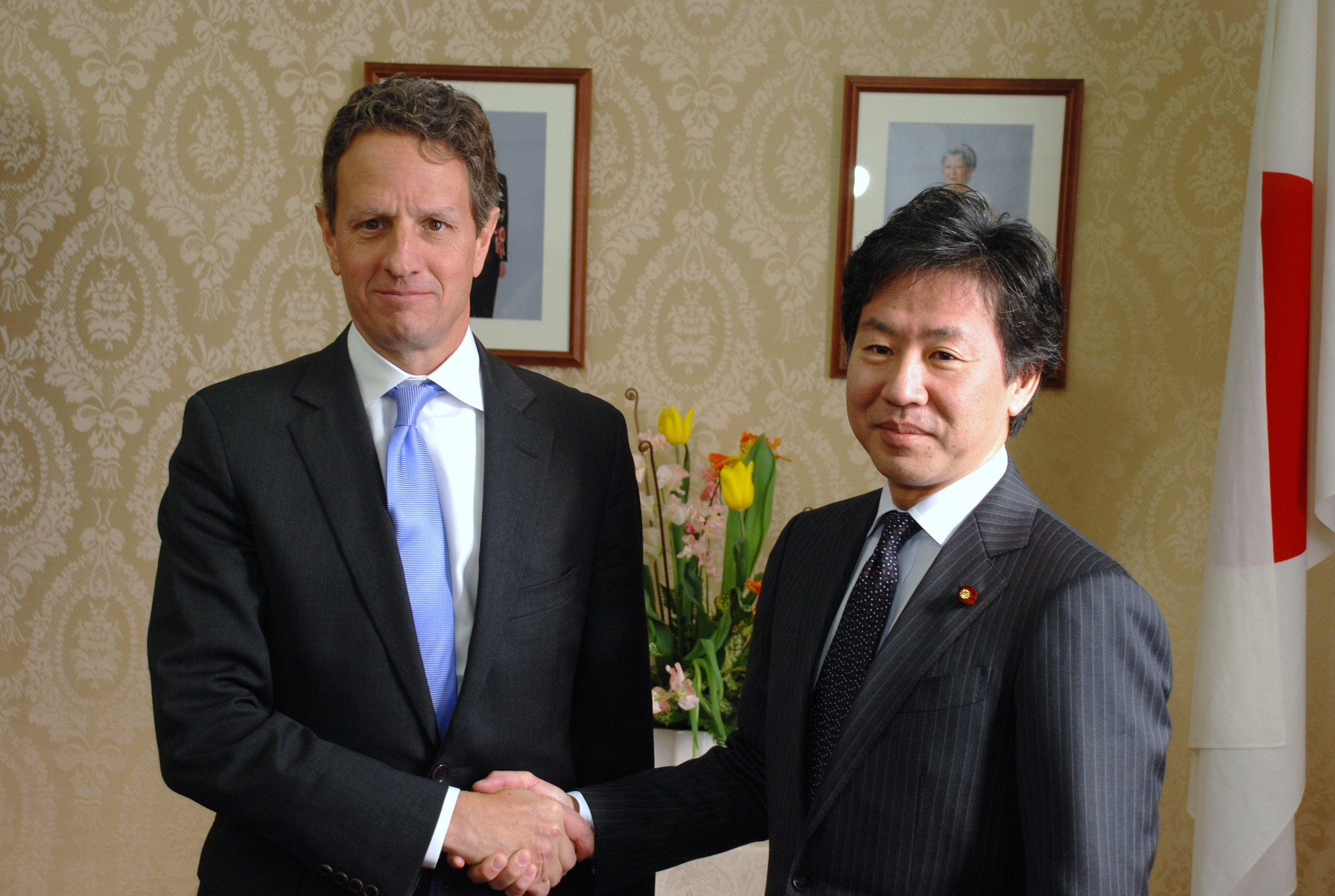
2012년 1월 12일 일본 재무성에서 티머시 가이트너 미국 재무장관과 함께

2011년 9월, 노다 내각에 재무대신으로 임명되어 처음으로 내각에 들어갔다. 과거에는 경제 정책과는 무관한 활동을 보여왔기에, 재무장관 취임에는 본인을 비롯해 의외라는 평이 많았다. 특히 아즈미는 중의원 안전보장위원장, 방위성 차관 등 안보 정책직을 다수 역임했기 때문에, 방위장관으로 임명될 것을 대비하여 방위 백서를 읽고 준비했다고 한다. 여기에는 소비세 인상을 최대 과제로 삼았던 노다 총리가 재무장관에 국회대책위원장을 임명하여 야당과 절충한 것이라는 해석도 있었다. 옛 대장대신 시절을 포함하더라도 첫 장관직을 재무장관으로 삼게 된 것은 매우 이례적인 것이었다 (노다 요시히코 전 재무장관도 재무차관에서 승진하는 형태로 첫 입각). 이와 더불어 40대가 재무대신에 오르는 것은 사상 최초로, 대장대신 시절까지 포함하면 이케다 하야토와 다나카 가쿠에이 전 총리에 이어 두 번째였다. 노다 제1차 개조 내각과 노다 제2차 개조 내각에서도 연임되었으며, 2012년 9월 10일 마쓰시타 다다히로 금융담당장관이 사망하자 그날부터 금융담당대신 대리　직을 겸임하게 되었다.

## 역대 선거 결과
|  | 11.8% |

|  | 40.09% |

|  | 47.23% |

|  | 50.75% |

|  | 50.66% |

|  | 58.57% |

|  | 57.86% |

|  | 59.51% |

|  | 63.91% |

|  | 56.89% |